# 4-methylpent-1-een
4-methylpent-1-een is een vertakt alkeen. Het is het monomeer voor het polymeer polymethylpenteen. Het is een licht ontvlambare vloeistof.
4-methylpent-1-een is een isohexeen. Dit is een verzamelnaam voor vertakte alkenen met zes koolstofatomen en kan ook slaan op 2-methylpent-1-een, 3-methylpent-1-een, 4-methypent-2-een enzovoorts, of op een mengsel van dergelijke alkenen.

## Synthese
4-methylpent-1-een wordt bereid door de katalytische dimerisatie van propeen. De katalysator bestaat uit kalium, koper en een alifatisch tertiair amine.